# 中居大輔と本田翼と夜な夜なラブ子さん
『中居大輔と本田翼と夜な夜なラブ子さん』（なかいだいすけとほんだつばさとよなよなラブコさん）は、TBSテレビで2020年7月2日から2022年3月24日まで毎週木曜23:56 - 翌0:55（JST、木曜『テッペン!』枠）に放送されていた恋愛トークバラエティ番組で、中居正広と宮川大輔と本田翼の冠番組。

## 概要
中居正広にとってはジャニーズ事務所からの独立後初の新規レギュラー番組となり、宮川大輔と本田翼にとっては初の自身の名を冠したレギュラー番組となる。『カミスン!』から続く中居MCの深夜番組としては通算7作目となる。ただし本番組は月曜深夜で放送された過去の6番組とは異なり、木曜『テッペン!』枠での放送となる。
3月の新番組発表時点では中居と宮川とのペアでMCを務めると発表されており、この時点でタイトルも『中居大輔と夜な夜なラブ子さん』としていたが、後述する延期後にさらに本田翼が加わることが発表され、タイトルも改められた。
当初は2020年4月30日よりスタートする予定だったが、新型コロナウイルスに伴うTBS全体での収録見合わせに伴い放送が延期されることとなり、同年7月2日より約2ヶ月遅れで改めてスタートした。
2020年11月18日には初めての全国ネットによるゴールデンタイムでの放送を21:00 - 22:57に実施。また番組冒頭部と終盤は生放送となり、野呂佳代（タレント、元AKB48・SDN48メンバー）がテレビディレクターの男性との婚約を発表した。
2021年4月9日にも20:57 - 22:54にゴールデン特番の第2弾を全国ネットで放送予定だったが、同年4月4日に脚本家の橋田壽賀子が死去した事を受けて、急遽同時間帯に『ぴったんこカンカン 追悼企画 ありがとう橋田壽賀子先生』（19:00 - 22:54）を放送する事となったため、放送が延期、後にお蔵入りとなり、同年5月21日の20:00 - 21:57に改めて緊急蔵出しで放送された。
2021年10月改編より火曜 - 金曜の0:40 - 0:55（月曜 - 木曜深夜）において『よるおびドラマ』が編成されたため、本番組は15分縮小して放送したが、2022年1月13日より、再度15分拡大して継続されていたが、公式Twitterでは2022年3月24日の放送を以って終了を発表した。尚、新聞のラテ欄、番組表では事前に告知されなかった。当番組終了をもって、2011年4月に開始した『カミスン!』から中断期間（2012年4月 - 2013年9月）と曜日移動を挟みながら通算9年半にわたり続いたTBS深夜の中居司会の番組は終了する事となった。
番組終了後、同年5月26日と6月2日には後番組の『モクバラナイト』で中居、宮川、本田が再集結し番組内容を一新した『俺のワタシの極み飯!』が単発特番として放送された。

## 出演者

### MC
- 中居正広
- 宮川大輔 - 2020年8月13日と20日は自身が出演する他番組の共演者に新型コロナウイルスの陽性者がいたことがわかり、念のため番組を欠席[13]。
- 本田翼 - 初回放送日である2020年7月2日は急性虫垂炎で入院のため、翌週は安静のため欠席。また、同年8月27日は微熱があったため、大事をとって自宅待機となり自宅からリモート出演（スタジオの定位置にはモニターが置かれた）[14]。

### ラブ子
卒業などの説明がないまま出演が無くなり、公式サイトの紹介が消滅しているケースもある。
| No. | 名前              | よみ                | 初出演(復活初出演) | 初出演(復活初出演)       | 初出演(復活初出演) | 所属事務所                     | 彼氏(初紹介時の情報) | 彼氏(初紹介時の情報) | 彼氏(初紹介時の情報)       | 彼氏(初紹介時の情報) | 彼氏(初紹介時の情報) | 卒業 | 卒業                | 卒業 | 卒業   | 備考                                                                          |
| No. | 名前              | よみ                | 年齢               | 肩書                     | 放送回             | 所属事務所                     | 氏名                 | 年齢                 | 肩書                       | Twitter              | Instagram            | 年齢 | 肩書                | 理由 | 放送回 | 備考                                                                          |
| --- | ----------------- | ------------------- | ------------------ | ------------------------ | ------------------ | ------------------------------ | -------------------- | -------------------- | -------------------------- | -------------------- | -------------------- | ---- | ------------------- | ---- | ------ | ----------------------------------------------------------------------------- |
| 1   | 南 彩夏           | みなみ あやか       | 26                 | タレント                 | 初回               |                                | 松岡 佑季            | 32                   | 俳優                       |                      |                      |      |                     |      |        |                                                                               |
| 2   | 南 ゆうき         | みなみ ゆうき       | 23                 | 大学4年生                | 初回               |                                | アソ                 | 23                   | インドネシア人             |                      |                      |      |                     |      |        |                                                                               |
| 3   | 古関 れん         | こせき れん         | 25                 | タレント                 | 初回               |                                | ちょごくん           | 28                   | アパレル社員               |                      |                      |      |                     |      |        |                                                                               |
| 4   | 野呂 佳代         | のろ かよ           | 36                 | タレント                 | 初回               | 太田プロダクション             | ひろちゃん           | 41                   | TVディレクター             |                      |                      | 37   | タレント            | 結婚 | 20回目 | 2020年11月18日の番組内で、テレビディレクターの男性との婚約を発表              |
| 5   | 前川 雅恵         | まえかわ まさえ     | 34                 | 鍼灸師                   | 初回               |                                | 野村 直              | 33                   | ブレイクダンサー           |                      |                      | 34   | 鍼灸師              | 結婚 | 13回目 |                                                                               |
| 6   | デコウトミリ      | でこうとみり        | 25                 | モデル                   | 初回               |                                | 佐藤 大樹            | 32                   | 芸人クマムシ               |                      |                      |      |                     |      |        |                                                                               |
| 7   | 向葵 まる         | ひなた まる         | 17                 | 高校2年生                | 2回目              | プラチナムプロダクション       | 熊谷 仁志            | 18                   | 高校3年生                  |                      |                      |      |                     | 破局 |        | AbemaTV 恋愛バラエティー番組『今日、好きになりました。』出演                  |
| 8   | 木下 有紗         | きのした ありさ     | 32                 | バツ3シングルマザー      | 2回目              |                                | 内藤 獅友            | 34                   | 会社経営者                 |                      |                      | 33   | 3児のシンフルマザー | 破局 | 21回目 |                                                                               |
| 8   | 木下 有紗         | きのした ありさ     | 33                 | バツ3シングルマザー      | 36回目             |                                | 内藤 獅友            | 35                   | 会社経営者                 |                      |                      |      |                     |      |        |                                                                               |
| 9   | 富樫 秋穂         | とがし あきほ       | 22                 | プリクラ店バイト         | 3回目              |                                | 杉本 裕雅            | 24                   | 芸人                       |                      |                      |      |                     |      |        |                                                                               |
| 10  | 飯島 みほ         | いいじま みほ       | 26                 | 出版関係勤務             | 3回目              |                                | 山本 慧吾            | 28                   | 東大卒SE                   |                      |                      |      |                     |      |        | 公式サイトの一覧から消滅                                                      |
| 11  | 谷本 侑衣菜       | たにもと ゆいな     | 24                 | 化粧品会社勤務           | 4回目              | 無所属                         | 藤井 洸成            | 25                   | 営業職                     | pw2x                 |                      | 24   |                     | 婚約 | SP2    | 現在は転職活動中                                                              |
| 12  | 尾崎 魔弓         | おざき まゆみ       | 51                 | 女子プロレスラー         | 4回目              |                                | ポリス               |                      | リングマネージャー         |                      |                      | 52   | 女子プロレスラー    | 破局 | 16回目 |                                                                               |
| 12  | 尾崎 魔弓         | おざき まゆみ       | 52                 | 女子プロレスラー         | 27回目             | 砂辺 光久                      | 41                   | 総合格闘家           |                            |                      |                      |      |                     |      |        |                                                                               |
| 13  | Yoko              | ようこ              | 30                 | イベント業               | 5回目              |                                | ブレイディー         | 31                   | 英会話講師                 |                      |                      |      |                     |      |        | 公式サイトの一覧から消滅                                                      |
| 14  | 愛                | あい                | 29                 | 青森県ローカルタレント   | 5回目              | トゥインクル                   | 黒島 大              | 24                   | 大学生                     | kurod0504            | dai9640              |      |                     |      |        | 番組をキッカケにAKB48「ヘビーローテーション」作曲家・山崎燿が制作、CDデビュー |
| 15  | 北野 あんり       | きたの あんり       | 21                 | 大学4年生                | 6回目              |                                | まさと               | 26                   | 飲食店店長                 |                      |                      |      |                     |      |        |                                                                               |
| 16  | 渡部 美咲         | わたべ みさき       | 27                 | 歯科医院勤務             | 6回目              |                                | 志沢 大介            | 27                   | 建設会社勤務               |                      |                      |      |                     |      |        |                                                                               |
| 17  | 井上 ユリナ       | いのうえ ゆりな     | 31                 | 韓流アイドルマネージャー | 7回目              |                                | バン・ジウォン       | 22                   | 年下大学生                 |                      |                      |      |                     |      |        |                                                                               |
| 18  | 向山亜美          | むこうやま あみ     | 30                 | 歌手                     | 8回目              |                                | りゅうちゃん         | 39                   | 音楽クリエイター兼P        |                      |                      |      |                     |      |        |                                                                               |
| 19  | 今井 アンジェリカ | いまい あんじぇりか | 19                 | 人気ギャル雑誌専属モデル | 11回目             |                                | 新井 爽日            | 17                   | とび職                     |                      |                      |      |                     |      |        |                                                                               |
| 20  | Kanami            | かなみ              | 28                 | モデル                   | 14回目             |                                | ふみや               | 27                   | パーソナルトレーナー       |                      |                      |      |                     |      |        |                                                                               |
| 21  | いわた まあり     | いわた まあり       | 21                 | 女優                     | 15回目             | NAVY                           | 小林 廉              | 23                   | 俳優                       |                      |                      |      |                     |      |        | カンフー世界チャンピオン                                                      |
| 22  | クララ・ブラン    | くらら ぶらん       | 25                 | モデル・広告代理店勤務   | 17回目             |                                | 寺尾 昌人            | 22                   | ミスター東大ファイナリスト |                      |                      |      |                     |      |        | 公式サイトの一覧から消滅                                                      |
| 23  | Cherry            | ちぇりー            | 30                 | 書画デザイナー・モデル   | 20回目             |                                | エミール・デニショー | 41                   | コンサルタント             |                      |                      |      |                     |      |        |                                                                               |
| 24  | 山口 るあ         | やまぐち るあ       | 18                 | 高校3年生                | 21回目             |                                | 山下 諒真            | 18                   | インフルエンサー           | rym___05             | y_amage_05           |      |                     |      |        |                                                                               |
| 25  | IMALU             | いまる              | 31                 | タレント                 | 26回目             | リトルトウキョウプロダクション | ハルク               | 37                   | 関西出身音楽プロデューサー |                      |                      |      |                     |      |        | 母は大竹しのぶ、父は明石家さんま                                              |
| 26  | なごみ            | なごみ              | 21                 | 超人気カップルYouTuber   | 28回目             | 無所属                         | こーくん             | 23                   | カップルYouTuber           |                      |                      |      |                     |      |        | 登録者数103万人『なこなこチャンネルチャンネル』運営                           |
| 27  | 雨宮 由乙花       | あめみや ゆずは     | 18                 | egg専属モデル            | 28回目             | Lovers                         | あゆむ               | 22                   | UberEats配達員・美容学生   |                      |                      |      |                     |      |        | AbemaTV 恋愛バラエティー番組『今日、好きになりました。』出演                  |
| 28  | 山田 愛実         | やまだ まなみ       | 32                 | 芸人TEAM BANANA          | 28回目             | 吉本興業                       | たーくん             | 33                   | 人気芸人                   | kamicigerrardon      |                      |      |                     |      |        | お笑いコンビ「TEAM BANANA」のボケ担当 彼氏は「ジェラードン」のかみちぃ        |
| 29  | 日高 佑理         | ひだか ゆり         | 20                 | 大学3年生                | 30回目             |                                | 原 匠汰              | 22                   | 大学4年生                  |                      |                      |      |                     |      |        |                                                                               |
| 30  | 進撃のノア        | しんげきののあ      | 26                 | 元No.1キャバ嬢           | 30回目             |                                | 林 翔                | 28                   | 経営者                     |                      |                      |      |                     |      |        |                                                                               |
| 31  | 山口 夕依         | やまぐち ゆい       | 25                 | SNSコンサルタント        | 30回目             |                                | ゆうすけ             | 26                   | 広告関係                   |                      |                      |      |                     |      |        |                                                                               |
| 32  | 須田アンナ        | すだ あんな         | 23                 | 紅白出場アーティスト     | SP2                |                                | ののちゃん           | 25                   | 大手通販会社配達員         |                      |                      |      |                     |      |        | 元E-girls                                                                     |
| 33  | 屋敷 裕政         | やしき ひろまさ     | 35                 | 芸人 ニューヨーク        | SP2                | 吉本興業                       | まみちゃん           | 35                   | 会社員                     |                      |                      |      |                     |      |        |                                                                               |
| 34  | 島田 珠代         | しまだ たまよ       | 51                 | よしもと新喜劇           | SP2                | 吉本興業                       | ひろしさん           | 53                   | 内科医                     |                      |                      |      |                     |      |        |                                                                               |

## ネット局
- 前番組『ダブルベッド』に引き続き、全編ローカルセールス枠のため、TBSテレビ以外の通常時同時ネット局でも、臨時非ネットもしくは遅れネットに変更する場合があった。

| 放送対象地域   | 放送局                    | 系列    | 放送日時                    | 放送期間                     | 遅れ       |
| -------------- | ------------------------- | ------- | --------------------------- | ---------------------------- | ---------- |
| 関東広域圏     | TBSテレビ（TBS）          | TBS系列 | 木曜 23:56 - 翌0:55         | 2020年7月2日 - 2022年3月24日 | 【制作局】 |
| 北海道         | 北海道放送 (HBC)          | TBS系列 | 木曜 23:56 - 翌0:55         | 2020年7月2日 - 2022年3月24日 | 同時ネット |
| 青森県         | 青森テレビ（ATV）         | TBS系列 | 木曜 23:56 - 翌0:55         | 2020年7月2日 - 2022年3月24日 | 同時ネット |
| 岩手県         | IBC岩手放送（IBC）        | TBS系列 | 木曜 23:56 - 翌0:55         | 2020年7月2日 - 2022年3月24日 | 同時ネット |
| 宮城県         | 東北放送（tbc）           | TBS系列 | 木曜 23:56 - 翌0:55         | 2020年7月2日 - 2022年3月24日 | 同時ネット |
| 山形県         | テレビユー山形（TUY）     | TBS系列 | 木曜 23:56 - 翌0:55         | 2020年7月2日 - 2022年3月24日 | 同時ネット |
| 福島県         | テレビユー福島（TUF）     | TBS系列 | 木曜 23:56 - 翌0:55         | 2020年7月2日 - 2022年3月24日 | 同時ネット |
| 長野県         | 信越放送（SBC）           | TBS系列 | 木曜 23:56 - 翌0:55         | 2021年4月1日 - 2022年3月24日 | 同時ネット |
| 静岡県         | 静岡放送（SBS）           | TBS系列 | 木曜 23:56 - 翌0:55         | 2020年7月4日 - 2022年3月24日 | 同時ネット |
| 鳥取県・島根県 | 山陰放送（BSS）           | TBS系列 | 木曜 23:56 - 翌0:55         | 2020年7月2日 - 2022年3月24日 | 同時ネット |
| 岡山県・香川県 | RSK山陽放送（RSK）        | TBS系列 | 木曜 23:56 - 翌0:55         | 2020年7月2日 - 2022年3月24日 | 同時ネット |
| 福岡県         | RKB毎日放送（rkb）        | TBS系列 | 木曜 23:56 - 翌0:55         | 2020年7月2日 - 2022年3月24日 | 同時ネット |
| 山梨県         | テレビ山梨（UTY）         | TBS系列 | 金曜（木曜深夜）0:00 - 1:00 | 2020年7月17日 -2022年4月15日 | 遅れネット |
| 新潟県         | 新潟放送（BSN）           | TBS系列 | 火曜 23:56 - 翌0:55         | 2020年7月15日 - 2022年4月5日 | 遅れネット |
| 富山県         | チューリップテレビ（TUT） | TBS系列 | 木曜（水曜深夜）0:11 - 1:10 | 2020年8月6日 - 2022年4月6日  | 遅れネット |
| 石川県         | 北陸放送（MRO）           | TBS系列 | 火曜（月曜深夜）0:00 - 1:00 | 2020年7月14日 -2022年4月18日 | 遅れネット |
| 中京広域圏     | CBCテレビ（CBC）          | TBS系列 | 木曜 23:59 - 翌0:59         | 2020年7月16日 -2022年4月5日  | 遅れネット |
| 愛媛県         | あいテレビ（itv）         | TBS系列 | 水曜 23:56 - 翌0:55         | 2020年7月15日 - 2022年4月5日 | 遅れネット |
| 熊本県         | 熊本放送（RKK）           | TBS系列 | 月曜 23:56 - 翌0:55         | 2020年7月7日 -2022年3月28日  | 遅れネット |
| 沖縄県         | 琉球放送（RBC）           | TBS系列 | 木曜 23:59 - 翌0:59         | 2021年4月22日 - 不明         | 遅れネット |
| 大分県         | 大分放送（OBS）           | TBS系列 | 火曜 23:56 - 翌0:55         | 2021年10月12日 - 不明        | 遅れネット |

過去のネット局
- 広島県：中国放送（RCC）
  - 2020年7月15日から水曜 23:56 - 翌0:55に遅れネットで放送されていて、12月3日放送分からは同時ネットで放送されていたが、2021年4月1日放送分を最後にネット打ち切り。
- 近畿広域圏：毎日放送（MBS）
  - 土曜（金曜深夜） 0:20 - 1:20に遅れネットで放送。2021年9月24日に打ち切り。

### ゴールデンSP
| 放送対象地域   | 放送局                    | 系列    | 遅れ       |
| -------------- | ------------------------- | ------- | ---------- |
| 関東広域圏     | TBSテレビ（TBS）          | TBS系列 | 【制作局】 |
| 北海道         | 北海道放送（HBC）         | TBS系列 | 同時ネット |
| 青森県         | 青森テレビ（ATV）         | TBS系列 | 同時ネット |
| 岩手県         | IBC岩手放送（IBC）        | TBS系列 | 同時ネット |
| 宮城県         | 東北放送（tbc）           | TBS系列 | 同時ネット |
| 山形県         | テレビユー山形（TUY）     | TBS系列 | 同時ネット |
| 福島県         | テレビユー福島（TUF）     | TBS系列 | 同時ネット |
| 山梨県         | テレビ山梨（UTY）         | TBS系列 | 同時ネット |
| 長野県         | 信越放送（SBC）           | TBS系列 | 同時ネット |
| 新潟県         | 新潟放送（BSN）           | TBS系列 | 同時ネット |
| 静岡県         | 静岡放送（SBS）           | TBS系列 | 同時ネット |
| 富山県         | チューリップテレビ（TUT） | TBS系列 | 同時ネット |
| 石川県         | 北陸放送（MRO）           | TBS系列 | 同時ネット |
| 中京広域圏     | CBCテレビ（CBC）          | TBS系列 | 同時ネット |
| 近畿広域圏     | 毎日放送（MBS）           | TBS系列 | 同時ネット |
| 鳥取県・島根県 | 山陰放送（BSS）           | TBS系列 | 同時ネット |
| 岡山県・香川県 | RSK山陽放送（RSK）        | TBS系列 | 同時ネット |
| 広島県         | 中国放送（RCC）           | TBS系列 | 同時ネット |
| 山口県         | テレビ山口（tys）         | TBS系列 | 同時ネット |
| 愛媛県         | あいテレビ（itv）         | TBS系列 | 同時ネット |
| 高知県         | テレビ高知（KUTV）        | TBS系列 | 同時ネット |
| 福岡県         | RKB毎日放送（rkb）        | TBS系列 | 同時ネット |
| 長崎県         | 長崎放送（NBC）           | TBS系列 | 同時ネット |
| 熊本県         | 熊本放送（RKK）           | TBS系列 | 同時ネット |
| 大分県         | 大分放送（OBS）           | TBS系列 | 同時ネット |
| 宮崎県         | 宮崎放送（mrt）           | TBS系列 | 同時ネット |
| 鹿児島県       | 南日本放送（MBC）         | TBS系列 | 同時ネット |
| 沖縄県         | 琉球放送（RBC）           | TBS系列 | 同時ネット |

## スタッフ（2021年10月以降）
- ナレーター：松本まりか（本編）、日比麻音子（TBSテレビアナウンサー、「ラブラブトピックス」のみ担当）
- 構成：藤井靖大、林田晋一、大平将貴、飯塚大悟、坂本龍二、町山広美
- TM：鈴木博之
- TD：中村年正、坂口良【週替り】
- カメラ：間島啓輔
- VE：湊里実
- 音声：浜崎健、松浦絵理【週替り】
- 照明：加藤美和子
- 美術プロデューサー：清水久
- 美術デザイナー：西出衣織
- 美術制作：高山彩佳
- 装置：相良比佐夫
- 操作：石川清大
- 電飾：渡辺竜明
- アクリル装飾：森美男
- 装飾：野呂利勝
- ヘアメイク：馬場景子
- 編集：藤森智史
- MA：横田良孝、芝岡亜紗美【週替り】
- CG：森三平
- 音効：岡田淳一
- 編成：佐藤美紀
- 宣伝：落合真美
- WEBサイト：赤池洋貴
- TK：藤井ひと美
- デスク：江畑亜矢子
- リサーチ：ライターズ・オフィス、トロリー
- 制作協力：ジッピー、ダイジョブス、エクセリング
- 担当プロデューサー：吉橋隆雄（以前はMP）
- AD：山内愛実、松本美久、山本真由、平山弘子【毎週】、齋藤菜央、黒瀬優太、濵田麗寧、土山日菜子、大西菜月、近寛子、浦屋敷光希、勝田凜、増田拓夢、萩原志帆【週替り】
- 制作進行：伊東春香
- AP：山岡由佳、伊藤香琳【週替り】
- ディレクター：丸谷水希・遠藤徹（ダイジョブス）、渡邊大介、中島義天（スマイト・ピクチャーズ）、桑山ゆうり・南村洋志（ジッピー）、河野拓海、吉田直也、東海林陽（東海林→一時離脱→復帰）、葛西愛子、猪狩智子【週替り】
- 演出：林広太郎・有田直美・前島隆昭（ダイジョブス）、高梨智子・森辰雄（ジッピー）、磯部修、鈴木良尚（鈴木→以前はディレクター）【週替り】
- 制作プロデューサー：渡邊宏・内田安妃子（ジッピー）、木谷真規（エクセリング）、住田雄一（FAT TRUNK）【週替り】
- キャスティングプロデューサー：木内美歩（スクイズ）
- プロデューサー：安永洋平
- 総合演出：軸原資雄
- 制作：TBSテレビコンテンツ制作局制作1部
- 製作著作：TBS

過去のスタッフ
- 構成：亀津雄介、堤映月
- TM：山下直
- 美術制作：海老原修一
- 宣伝：小林恵美子
- 担当プロデューサー：志賀大士（以前はMP）
- 編成：上田淳也、寺田淳史、川島優子
- AD：江口晶美、大平賢治、藤村夏那、野上真梨子、可知学
- ディレクター：村田真之、小倉亜希子
- 演出：千葉龍（ジッピー）
- チーフプロデューサー：大木真太郎（以前はエグゼクティブプロデューサー）、竹永典弘（2021年7月-9月）

### 俺のワタシの極み飯
- 構成：中野俊成、あだち昌也
- 美術プロデューサー：清水久
- 美術デザイナー：西出衣織
- 美術制作：高山彩佳
- 電飾：渡辺竜明、井上雄平
- メイク：渡木麻友
- カメラ：室屋優樹、餅原信一郎
- VE：東坂卓哉
- 照明：三宅由姫、小峯芳記
- 編集：藤森智史、岩田佳己
- MA：横田良孝
- CG：The King Maker
- 音効：岡田淳一
- 編成：佐藤美紀
- 宣伝：落合真美
- TK：藤井ひと美
- デスク：小川伸子
- 制作協力：ダイジョブス
- 担当プロデューサー：吉橋隆雄
- 制作進行：伊東春香
- AD：土山日菜子
- ディレクター：丸谷水希・林広太郎・遠藤徹（ダイジョブス）
- 演出：有田直美（ダイジョブス） / 前島隆昭（ダイジョブス）
- プロデューサー：髙宮望、安永洋平
- 総合演出：軸原資雄
- 制作：TBSテレビコンテンツ制作局バラエティ制作一部・二部
- 製作著作：TBS